# Alen Pašagić
Alen Pašagić, slovenski nogometaš, * 16. junij 1989, Slovenj Gradec.
Pašagić je nekdanji profesionalni nogometaš, ki je igral na položaju vratarja. V svoji karieri je branil za slovenske klube Rudar Velenje, Belo krajino in Ivančno Gorico ter avstrijske Jenbach, Wörgl, Radfeld, Kundl, Eichkögl, Feldbach, Weiz, Rohrbach, Neuberg in Rein. Skupno je v prvi slovenski ligi odigral sedem tekem, v drugi slovenski ligi pa 57. Bil je tudi član slovenske reprezentance do 18, 19 in 20 let.